# Центральное Барановское кладбище (Сочи)
Центра́льное Бара́новское кла́дбище — кладбище в Хостинском районе города Сочи, Краснодарский край, Россия. Предназначено для захоронений горожан Центральной части города.

## Расположение

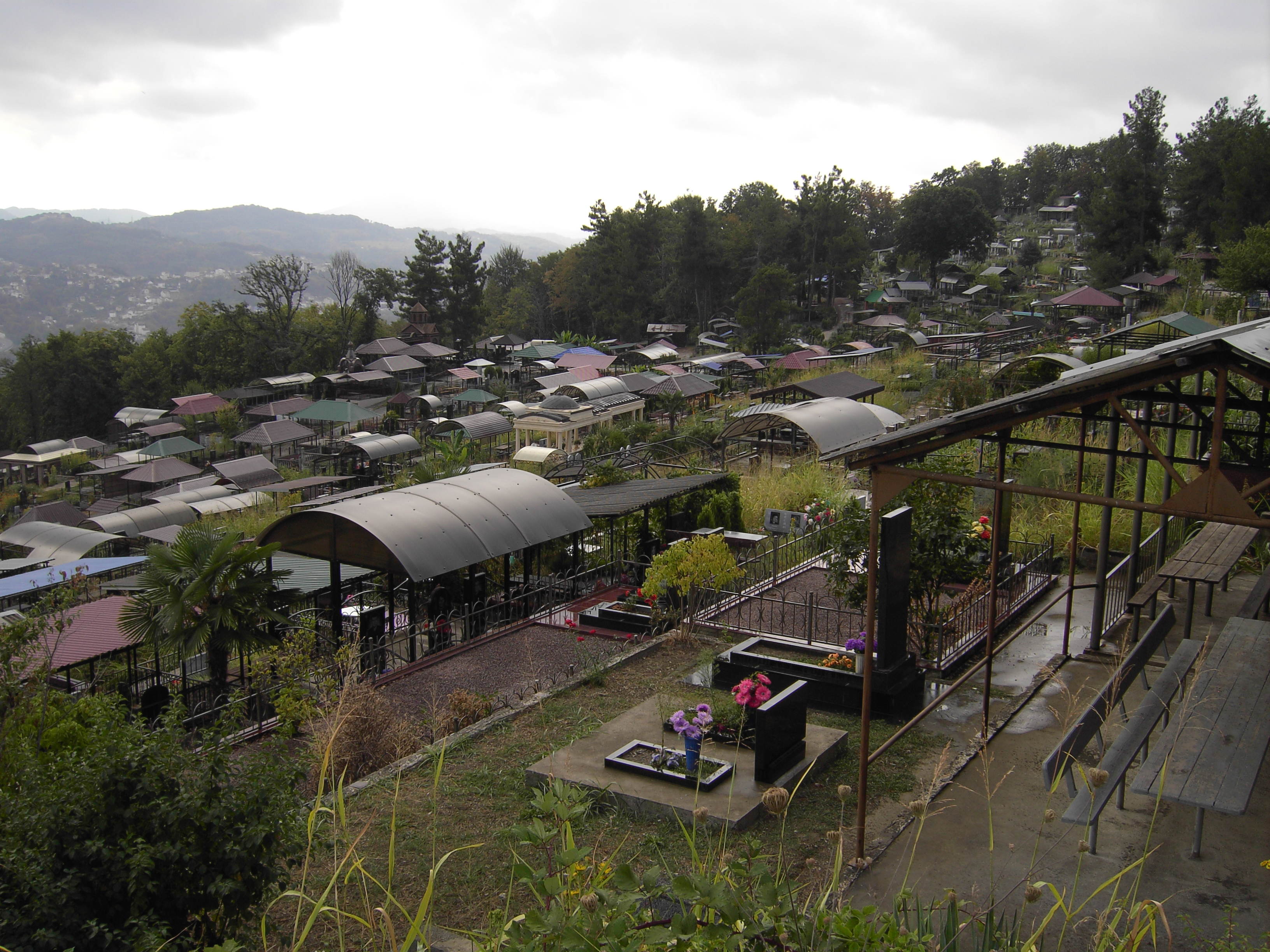
Армянская часть кладбища

Расположено на западном и восточном склонах горы Пасечная (Моисей). Большая часть отделена от села Барановка и Центральной части города водоразделом рек Сочи и Псахе. На большей западной части захораниваются представители всех национальностей и конфессий, небольшая восточная часть — исключительно для армянского населения (построена армянская григорианская часовня). Разделено на сектора. Площадь — 42,6 га.
На кладбище устроен колумбарий («стена скорби») для размещения урн с прахом кремированных усопших. В виду отсутствия в Сочи крематория, кремации производят в Новороссийске.

## История
Кладбище основано Постановлением Правительства РФ о «строительстве муниципальной фирмой «Сочикапстрой» комплекса крематорий-церковь-кладбище в селе Барановка для Центрального и Хостинского районов» от 1993 года на основе небольшого сельского кладбища села Барановка. Для этих целей у совхоза «Октябрьский» было изъято 42,6 га земли. Был составлен проект крематория (автор — архитектор Зоя Розова), который так и не был построен. По данным СМИ в ближайшие несколько лет планируется закрытие кладбища для новых захоронений в связи с исчерпанием свободной площади.

## Известные погребённые
- Абрашкин, Вячеслав Ильич (1938—2019) — заслуженный артист РФ.
- Извеков, Игорь Николаевич (1937—2017) — российский педагог и генеалог, профессор[3].
- Миналян, Алик Саркисович («Алик Сочинский») (1972—2009) — криминальный авторитет.

## Интересные факты
- Кладбище стало местом съёмок 11 выпуска 22 сезона шоу «Битва экстрасенсов», вышедшего в эфир телеканала ТНТ 4 декабря 2021 года[4].

## Адрес
354000 Россия, Сочи